# Lubomír Nádeníček
Lubomír Nádeníček (* 11. března 1947, Brno) je bývalý československý atlet, který získal na mistrovství Evropy v Helsinkách 1971 bronzovou medaili v závodě na 110 metrů překážek.
Dvakrát reprezentoval na letních olympijských hrách. V roce 1968 v Ciudad de México nepostoupil z úvodního rozběhu. Na olympiádě v Mnichově 1972 doběhl ve finále na sedmém místě v čase 13,76.